# Médiation de la consommation
 (septembre 2023).
La médiation de la consommation est issue de la transposition de la Directive ADR adoptée par le Parlement Européen le 21 mai 2013. 
La médiation de la consommation amorce un « droit à la médiation » que peut exercer le consommateur et se rattache, en ce sens, à la médiation conventionnelle. 
L'ordonnance 2015-1033 du 20 août 2015 introduit en droit français la « Médiation de consommation », étendue à la plupart des secteurs économiques.

## Transposition de la Directive en droit français
Une Commission de la médiation de la consommation s'est mise en place en octobre 2010, opérationnelle depuis le 1er janvier 2011. L'Administration a ouvert une forme bâclée de consultation publique, partielle
La transposition de la Directive s'est faite par voie d'ordonnance ; un comité de pilotage parlementaire s'est mis en place à cette fin.
Les ordonnances du 20 août et du 30 septembre 2015 ont posé les nouveaux articles du Code de la consommation, régissant la médiation de la consommation : les articles L. 151-1 à L. 157-2 et R. 152-1 et suivants.

## Rôles et statut du médiateur de la consommation

### Un rôle harmonisé
Le médiateur de la consommation est désigné par le professionnel, afin que le consommateur puisse librement exercer son droit à la médiation de la consommation.
Ce médiateur met en place le dispositif de médiation qui permet sa saisine, la constitution du dossier de médiation, l'analyse de ce dernier par le médiateur, le déroulement du processus de médiation, puis la mise à disposition de la recommandation, laquelle ne lie aucunement les parties, pas plus le professionnel que le consommateur.
La médiation en tant que technique ne fait pas l'objet d'un consensus, entre les différentes mouvances qui en décrivent ou en théorisent les principes.

### Des statuts diversifiés
Les médiateurs exercent généralement en tant que médiateurs professionnels, rattachés à une organisation (association, syndicat...), soit avec le statut de consultants, dans différents domaines, ou encore, celui d'avocats, ces derniers effectuant également des missions de conseil et étant encadrés par une déontologie, qui prévoit cette activité. 
Le cadre règlementaire d'août 2015 pose les conditions requises pour exercer en tant que médiateur de la consommation, sans signaler de limite particulière du point de vue du statut professionnel. Ces conditions sont, notamment :
- l'indépendance,
- l'impartialité,
- la neutralité
- la compétence en technique de médiation, notamment acquise auprès d'un organisme de formation,
- l'inscription sur une liste de médiateurs de la consommation.

Ainsi, tout professionnel peut exercer en tant que médiateur de la consommation, quel que soit son statut, dès lors qu'il respecte les conditions fixées par la règlementation de la médiation de la consommation.

## Processus de la médiation de la consommation
L'élargissement de la médiation à médiation de la consommation porte un enjeu notable d'organisation de la médiation et de mise à disposition de cette technique de résolution des litiges au plus grand nombre (les consommateurs), à un coût maîtrisé pour les professionnels.
Ce processus est pleinement décrit par l'ordonnance 2015-1033 du 20 août 2015. Il s'agit d'un processus de médiation "de masse", pouvant s'exercer à distance, alors qu'usuellement, la médiation s'exerce seulement sous la forme d'une interaction directe entre les parties, encadrée par le médiateur. En ce sens, le processus de médiation de la consommation crée un nouveau registre de médiation.

## Club des praticiens et médiateurs de la consommation
Ce club a pour objectif de représenter les professionnels de la médiation de la consommation et constitue un "espace d'échange entre médiateurs et praticiens de la consommation et la CECMC."

## Les Médiateurs par secteur économique de consommation

### Médiateur bancaire
Un médiateur bancaire, assez rarement nommé sous son appellation anglaise d'ombudsman (pour rappeler le modèle des ombudsmen institutionnels de type parlementaire) est un médiateur de la consommation intervenant dans le domaine des opérations de banque : crédits, paiements et épargne.
Le secteur bancaire est composé :
- d'établissement de crédit, dont les banques,
- d'établissement de paiement,
- des intermédiaire en opérations de banque et en services de paiement (iobsp), dont les courtiers en crédits (crédit immobilier, crédit à la consommation, regroupement de crédits, principalement).

Aussi, le médiateur bancaire est un médiateur mis à disposition par l'un de ces professionnels bancaire : soit par un établissement de crédit, soit par un établissement de paiement, ou par une association professionnelle regroupant ces entreprises, soit par une entreprise ou par une association professionnelle regroupant des entreprises d'intermédiaires en opérations de banque et en services de paiement.
Les médiateurs des établissements de crédit ou des établissements de paiement sont recensés par un annuaire.
Les médiateurs des intermédiaire en opérations de banque et en services de paiement sont, en 2015, épars ,; leur liste sera publique en 2016. Par exemple, l'association professionnelle APIC propose un site consacré à la médiation de la consommation.
Lorsque d'un intermédiaire en opérations de banque et en services de paiement intervient dans le processus de distribution bancaire, le client, par exemple, l'emprunteur, doit s'adresser au médiateur bancaire de l'intermédiaire pour tout litige relatif à la vente, et au médiateur de l'établissement de crédit pour tout litige relatif à l'exécution du contrat de crédit.
Les modalités de recours au médiateur d'un établissement de crédit ou d'un établissement de paiement ainsi que ses coordonnées apparaissent sur les sites internet, sur les relevés de compte envoyés aux clients, ainsi que sur les conventions de compte.
Les modalités de recours au médiateur bancaire d'un intermédiaire en opérations de banque et en services de paiement sont communiqués sur le contrat de mandat de recherche de capitaux, ainsi que sur le site du courtier en crédits. 
Le processus de médiation bancaire est articulé autour de celui décrit pour la médiation de consommation. Aussi, il intervient sous condition d'épuisement des deux voies de recours entre le client et l'établissement de crédit, soit l'établissement de paiement, par exemple, le responsable de l’agence puis le service clientèle de la banque. 
Le coût du recours au médiateur bancaire est à la charge du professionnel. 
Aucune action en justice ne doit être entamée pour pouvoir saisir le médiateur. Le médiateur a alors un délai relativement bref (deux mois) pour émettre sa recommandation, durée pendant laquelle la prescription civile est suspendue. Toutefois, si le désaccord persiste au terme de la médiation, le client ou l'entreprise bancaire reste naturellement libre d'engager une action judiciaire.

## La commission d'évaluation et de contrôle de la médiation de la consommation ou CECMC
Cet organisme créé en 2016 supervise les médiateurs et veille à la régularité de leurs activités.

## L'information et l'assistance du consommateur
En premier lieu, les professionnels mettent à la disposition des consommateurs une information sur les processus de médiation, en cas d'insatisfaction après une réclamation.
Ils proposent à cet effet des sites internet consacrés à la médiation de consommation.

### La communication des modes de saisine du Médiateur
La saisine du Médiateur préalablement à tout procès est soumise au règlement du Médiateur concerné ; les modalités de communication et saisine des médiateurs sont très variées, le consommateur doit donc se renseigner.
Le citoyen et consommateur a en réalité un large éventail devant lui de possibles médiations et, bien souvent, les ignore. Il doit enquêter sur la disponibilité des médiateurs existants pour la nature du litige.
Par exemple, un conflit de sinistre dégât des eaux sur Paris impliquant des problèmes de division de propriété peut être porté devant un ou plusieurs médiateurs qui se saisiront d'une partie ou de tous les problèmes, et qui porteront un éclairage sur le litige et aideront les parties à s'entendre. Dans un tel conflit peut être envisagé le Médiateur de l'eau pour connaître de la répartition du paiement des pertes d'eau, le Médiateur de Paris si l'immeuble est à Paris et implique deux syndics parisiens, ou encore un Médiateur d'assureurs comme celui du GEMA si l'un des assureurs concernés est affilié à ce groupe de mutuelles d'assurances, mais il existe aussi des médiateurs privés (souvent des avocats ou huissiers de justice de profession) tandis que les syndics d'immeubles ou agences immobilières appartenant à des grands groupes ont souvent leurs propres médiateurs, des médiateurs ayant reçu une formation spécifique proposent également leur service moyennant une rémunération partagée entre les parties mises en cause.
Une médiation préalable peut donc aider à dégager les causes, conséquences et remèdes et faciliter le travail du juge et désengorger ainsi les tribunaux lorsque des affaires tardent à se résoudre ou risquent de perdurer en raison de la complexité des problématiques et/ou du nombre des parties.
Toutefois, pour arrêter les délais de prescription (notamment la prescription biennale prévue à l'article L114-1 et s. du code des assurances) il est recommandé aux parties de saisir préalablement le juge judiciaire et de solliciter conjointement du juge la désignation d'un médiateur pour une durée de trois mois de médiation renouvelable une seule fois comme en disposent conjointement les articles 56 et 127 ainsi que 131-1 à 131-15 du CPC ; si plusieurs médiateurs sont saisis pour résoudre des difficultés de natures différentes ou de parties aux intérêts divergents dans une même affaire comme expliqué ci-dessus les parties solliciteront du juge un sursis à statuer (378 cpc) afin qu'il puisse recevoir les conclusions au fond pour trancher le principal à l'issue du dépôt des rapports des médiateurs saisis, la saisine de certains médiateurs pouvant être plus longue que prévu aux dispositions de l'article 131-3 du CPC.

## Clause abusive

### Problématique juridique
Toute clause abusive limite les droits des consommateurs et usagers ou leur interdisant d'engager une procédure judiciaire avant d'avoir eu recours au médiateur interne de l'entreprise est considérée comme abusive.

### Clause prohibée de Médiation
Ne sont pas considérées comme abusives les clauses contractuelles mettant en place un système de médiation où le médiateur n'a pas des intérêts liés avec l'entreprise, même si celle-ci s'engage à prendre en charge les frais de médiation. 
Pour réunir ces conditions, le médiateur doit être indépendant. Cette indépendance doit pouvoir se vérifier au moyen du statut du médiateur. Mais le législateur n'a pas vraiment clarifié ce point à l'heure actuelle.

## Sources et références
1. ↑  Réglementation et médiation dans l'UE
2. ↑  Médiation et règlement extra judiciaire des litiges de consommation | L. Denis - août 2015 |
3. ↑  « Consultation publique pour la transposition de la directive européenne sur la médiation civile et commerciale - Officiel de la Médiation Professionnelle et de la Profession de Médiateur », sur Officiel de la Médiation Professionnelle et de la Profession de Médiateur, 18 mai 2011 (consulté le 11 octobre 2020).
4. ↑  Rafaële Rivais, « Compromis sur la transposition de la directive médiation » , sur lemonde.fr, 30 mars 2015 (consulté le 11 octobre 2020).
5. ↑  CPMC>
6. ↑  l'annuaire des médiateurs des banques
7. ↑  site de médiation bancaire de courtiers
8. ↑  réclamations et médiation chez un courtier en crédits
9. ↑  Médiateur de l'APIC
10. ↑  site officiel de la CMC